# Moonfleet
Moonfleet —publicada en español con los títulos Los contrabandistas de Moonfleet, El diamante de Moonfleet o El diamante— es una novela escrita en 1898 por el escritor inglés John Meade Falkner. Es una historia de aventuras de contrabando, tesoros y naufragios, ambientada en la Inglaterra del siglo XVIII. 
Hergé reconoció el paralelismo de sus famosos personajes Tintín y el capitán Haddock con los protagonistas de Moonfleet: un muchacho aventurero y un viejo lobo de mar, contrabandista y bebedor de ron.

## Personajes
- El protagonista principal es John Trenchard, un joven huérfano que vive con una tía soltera y que narra la historia en primera persona.
- Elzevir Block es contrabandista y regenta la taberna Mohune Arms, más conocida como "¿Por qué no?" ("Why Not?", en inglés) por un juego de palabras entre "Why" ("Por qué") y la cruz heráldica en forma de "Y" del escudo de armas de Mohune. "Why" y la letra "Y" suenan igual en inglés, siendo Mohune el apellido de la familia que antiguamente gobernó el pueblo.
- El sacristán Ratsey y el reverendo Glennie atienden la iglesia del pueblo.
- El magistrado Maskew, es odiado en el pueblo por su tacañería y ruindad y tiene una hija llamada Grace.
- El coronel John "Barbanegra" Mohune, según la leyenda, robó un valioso diamante del rey Carlos I y está enterrado en la cripta bajo la iglesia. Se dice que su fantasma deambula por la noche y las misteriosas luces en el cementerio se atribuyen a sus actividades.

## Argumento
En 1757, Moonfleet es un pequeño pueblo de pescadores y contrabandistas situado en Dorset, en la costa sur de Inglaterra. La historia comienza con una redada contra el contrabando en la que el magistrado Maskew asesina a sangre fría al joven hijo de Elzevir Block.
Unos días después, John Trenchard descubre que una inundación ha abierto una grieta en el cementerio por la que se accede a la cripta, la cual alberga no sólo los ataúdes de la familia Mohune sino también numerosos barriles de licor de contrabando. Esto explica las misteriosas luces nocturnas que suelen verse en el cementerio. Cuando llegan los contrabandistas, John se oculta pero logra reconocer las voces de Ratsey y Elzevir, quienes le dejan encerrado sin querer en la cripta. Mientras espera encerrado, John encuentra un medallón de Barbanegra con versículos de la Biblia. Finalmente, es rescatado pero su tía se enfada y le echa de casa, siendo acogido por Elzevir como si fuera su hijo. 
Elzevir debe abandonar la taberna que ha regentado su familia durante generaciones, ya que el magistrado Maskew gana la subasta por su arrendamiento. John se despide con gran pesar de Grace Maskew, a quien ama y ha estado viendo en secreto, y se va con Elzevir a una operación de contrabando. Cuando están desembarcando el alijo, aparece el magistrado Maskew y es capturado por los contrabandistas. Mientras Elzevir duda si disparar a Maskew para vengar a su hijo, les atacan los soldados, quienes hieren a John y matan involuntariamente a Maskew. Elzevir huye por los acantilados, llevando a John herido a cuestas, y se esconden en una cantera abandonada. Durante su convalecencia, John descubre que los versículos del medallón de Barbanegra contienen la clave de la ubicación del famoso diamante. 
John y Elzevir van al castillo donde está escondido el diamante pero el castillo es ahora una cárcel, por lo que no tienen más remedio que compincharse con el carcelero para poder entrar. John baja al pozo y encuentra el diamante pero el carcelero quiere quedárselo. Tras una pelea con Elzevir, el carcelero cae accidentalmente al pozo y muere. John y Elzevir huyen a Holanda con el diamante e intentan vendérselo a un comerciante, el cual les engaña, haciéndoles creer que el diamante es falso. John cae en la cuenta del engaño y, con la ayuda de Elzevir, intenta recuperar el diamante en la casa del comerciante pero son arrestados y condenados a cadena perpetua. 
Tras diez años de trabajos forzados, John y Elzevir son embarcados con destino a Java para seguir allí su condena. Al poco de zarpar, estalla una tormenta y el barco naufraga, casualmente, en la playa de Moonfleet. Elzevir muere ahogado pero antes salva heroicamente a John. Grace es ahora una joven y rica heredera que sigue enamorada de John. Se enteran por el reverendo de que el comerciante de diamantes holandés, había legado su fortuna a John, arrepentido por haberle engañado. Para evitar la maldición del diamante, John dona el dinero de la herencia para obras de beneficencia y se casa con Grace. Tienen tres hijos y una posición respetable en el pueblo. Años más tarde, sus hijos se marchan del pueblo pero John y Grace no abandonan jamás su amado Moonfleet.

## Referencia bibliográfica
- John Meade Falkner, Moonfleet, original en inglés; Penguin Books: London, 2011. ISBN 978-0141197944